# استخراج نفت

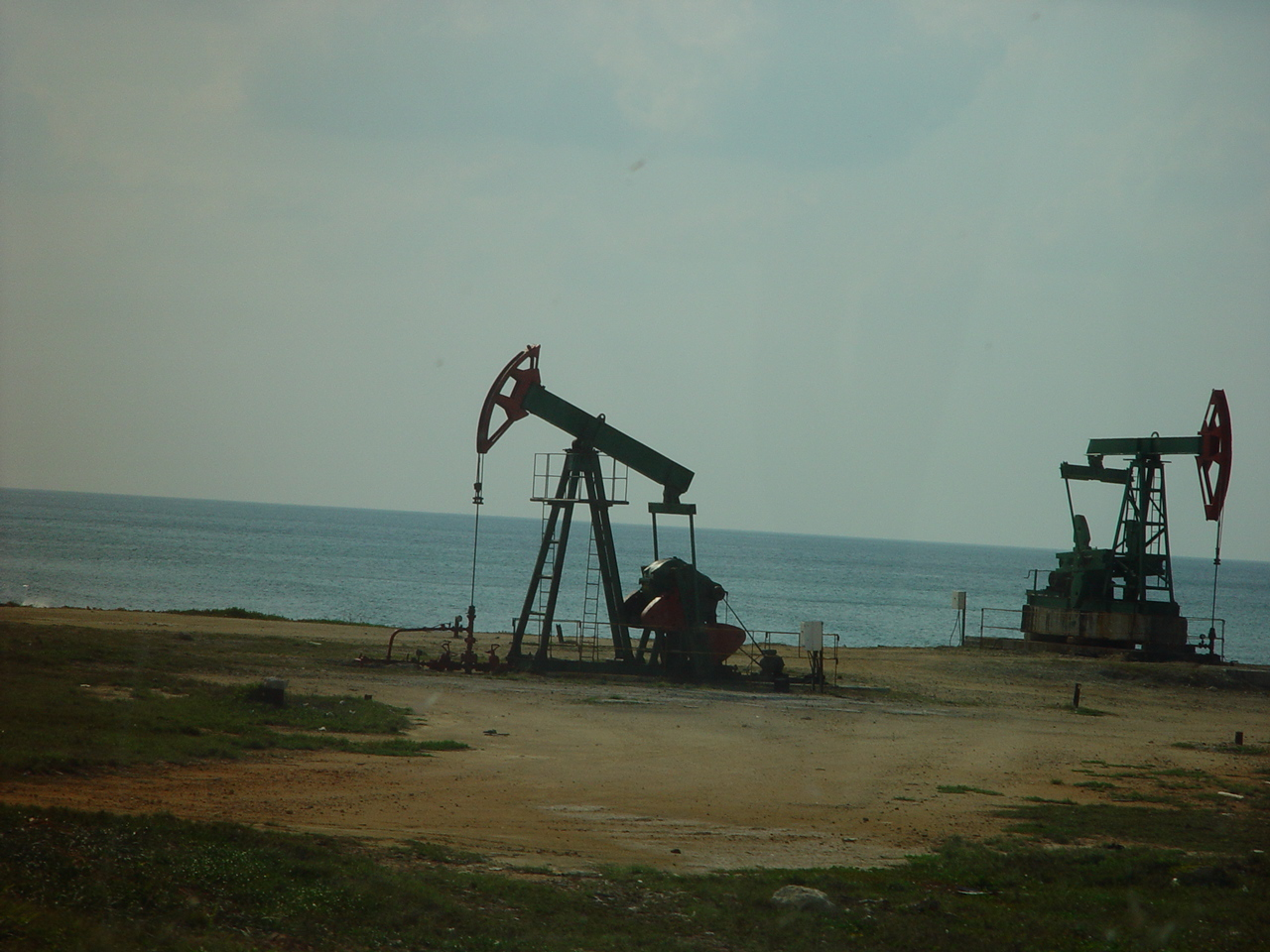
تلمبه‌خانه‌های نفت در ساحل هاوانا-کوبا

استخراج نفت به مجموعه عملیاتی گفته می‌شود که در طی آن نفت خام به منظور استحصال و بهره‌برداری از آن، به روش‌های مختلف از داخل زمین خارج و قابل استفاده می‌شود. امروزه زمین‌شناسان با استفاده از دستگاه‌های لرزه‌نگاری موفق به شناسایی میادین نفتی شده و گروه‌های حفاری با حفر چاه نفت شرایط را برای آغاز فعالیت گروه‌های استخراج نفت و نصب ادوات ویژه آن‌ها فراهم می‌آورند.
گاز طبیعی و آب شور در اغلب مخازن نفتی در کنار نفت حضور دارند. تفکیک نفت موجود در مخزن با این قبیل ناخالصی‌ها یکی از مهم‌ترین بخش‌های فعالیت استخراج‌کنندگان نفت می‌باشد.

## مراحل استخراج نفت

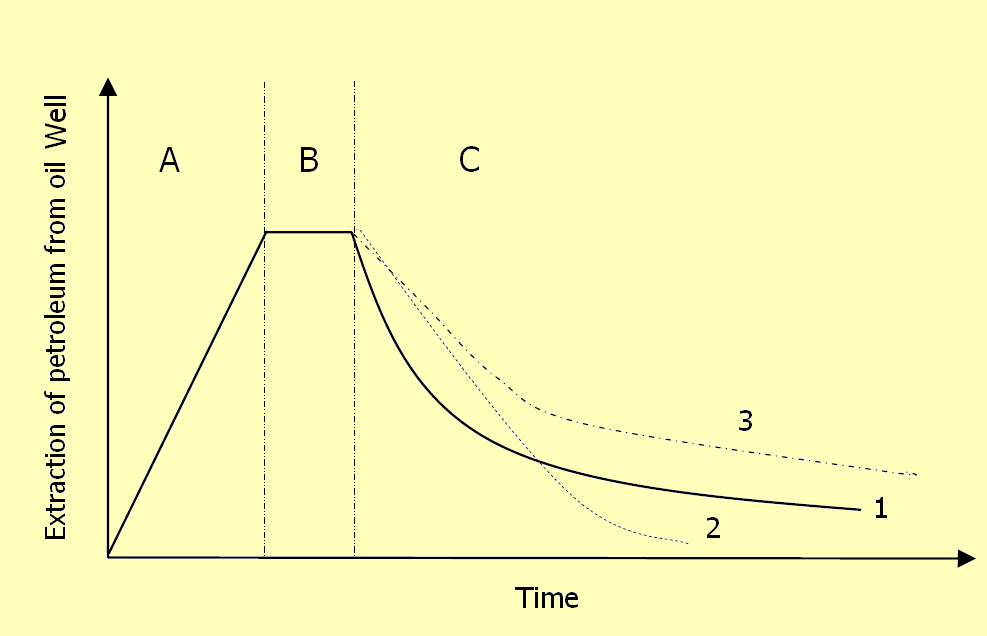
منحنی تولید نفت نسبت به زمان در طول عمر یک مخزن نفت

### دوره افزایش دبی
این دوره پس از حفاری چاه نفت و برآورد مقدار ذخیره کل مخزن و تشخیص میزان نفت قابل برداشت و اقتصادی بودن برداشت از این میدان آغاز می‌شود. در این مرحله به دلیل توسعه میدان و ساخت تأسیسات بالادستی تولید نفت با روند نسبتاً ثابتی در حال افزایش است. در این دوره به دلیل بالا بودن فشار سیال، مخزن به صورت مخزن نامحدود (به انگلیسی: Infinite Acting) درنظر گرفته می‌شود. در این مرحله هرچه شمار چاه‌های حفر شده بیشتر باشد، افزایش دبی ادامه پیدا می‌کند.

### دوره تثبیت دبی
در زمانی که حفر چاه‌های جدید به پایان رسید و برداشت با ظرفیت ثابت شروع شد، مرحله دوم از عمر مخازن ظاهر می‌شود. مدت زمان این دوره را پارامترهایی نظیر ارتفاع ستون هیدروکربنی، ویژگی زمین و سازوکارهای اجرایی و تعمیرات دوره‌ای تأسیسات کنترل می‌کنند. میزان درازای زمان این دوره بستگی به استراتژی تدوین شده در استخراج نفت از مخزن دارد. برداشت بی‌رویه نفت در این مرحله می‌تواند منجر به مخلوط شدن گاز و آب با نفت استخراجی شود که تبعات اقتصادی سنگین وارد بر تجهیزات و تعطیلی چندین ماهه برداشت از میدان را به دنبال دارد.

### دوره کاهش دبی
در علم مهندسی نفت به دوره‌ای گفته می‌شود که امکان تثبیت دبی از طریق افزایش چاه‌های تولیدی مقدور نباشد و تولید مخزن نسبت به زمان دستخوش افت تولید می‌شود. با بهره‌برداری پیوسته از مخزن، سیال موجود در آن کم می‌شود و در نتیجه ارتفاع ستون هیدروکربنی و انرژی طبیعی مخزن کاهش می‌یابد. در این مرحله است که تزریق گاز به میدان نفتی یا تزریق بخار به میدان نفتی می‌تواند کمک به افزایش دبی مقطعی کند.